# Merovinger

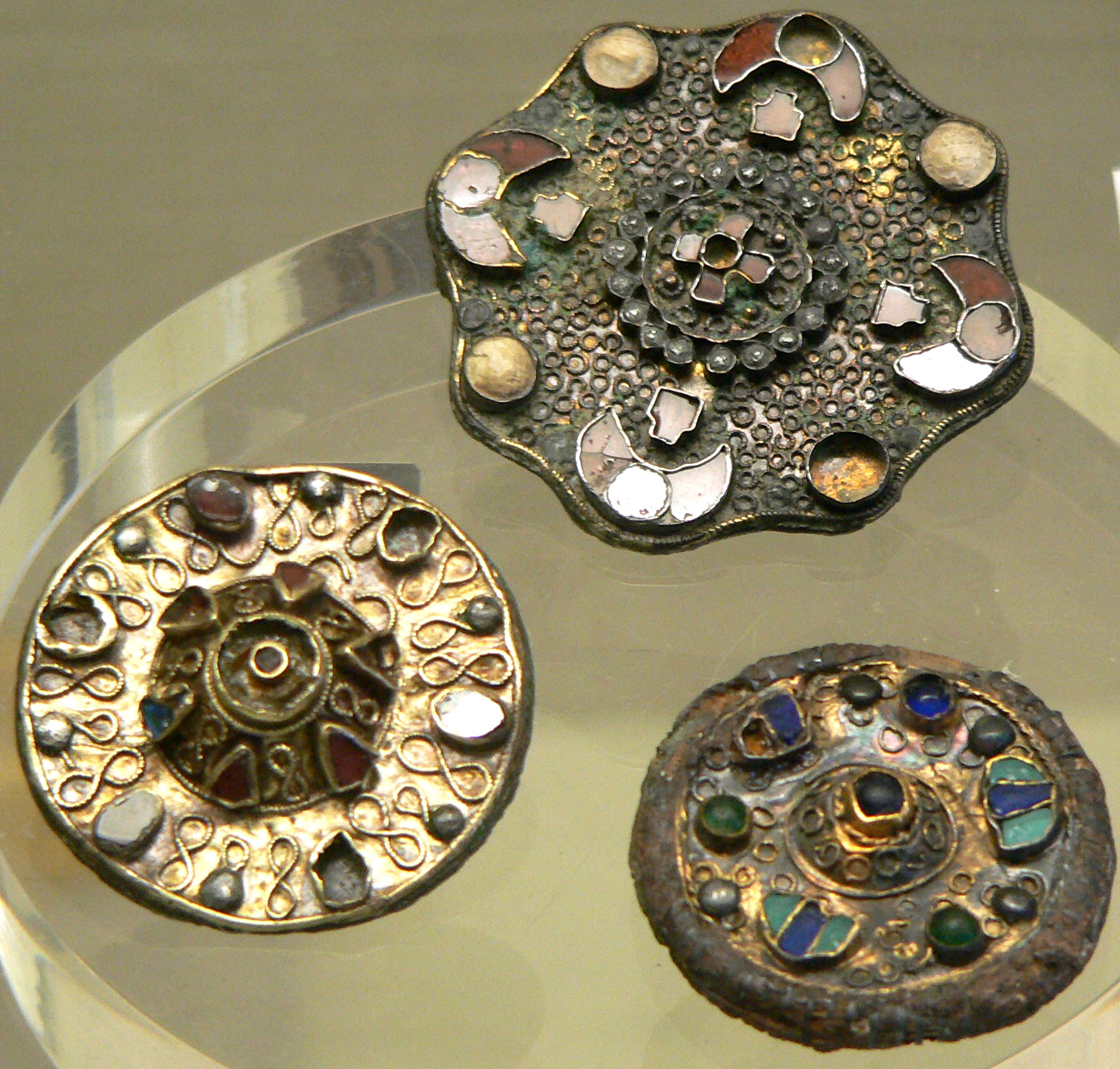
Merovingiska broscher.

Merovingerna var en frankisk kungaätt som regerade ett rike (med mycket varierande gränser) i dagens Frankrike, Tyskland och Belgien från 400-talet till 700-talet. I krönikor från denna tid kallas de ibland ”de långhåriga kungarna” men innebörden av detta förblir dunkel.

## Ursprung
Merovingerna utgick från Toxandria, ett område som ungefär motsvaras av dagens Belgien och det franska departementet Nord-Pas-de-Calais. Som den förste merovingiske ledaren brukar Chlodio räknas men om honom är så lite känt att det kan röra sig om en rent legendarisk gestalt. Merovingerna har fått sitt namn av Merovech, ledare för de saliska frankerna omkring 450, men de dyker egentligen upp i historien först genom Childerik I:s (437–481) segrar mot visigoter, saxare och alemanner.
Childeriks son Klodvig (466–511) utökade det merovingiska riket högst avsevärt genom att först lägga Gallien norr om Loire under sig (från 486), anta katolicismen 498 och därefter besegra visigoterna i Toulouse vid slaget i Vouillé 507. Vid Klodvigs död delades riket mellan hans fyra söner i enlighet med frankisk sed, en tradition som fortlevde under de följande två seklerna. Frankerriket kom på detta vis att lyda under flera merovingiska kungar under vissa perioder för att endast vid enstaka tillfällen förenas under en krona.

## Det galliska arvet
Det Gallien som merovingerna övertog var inget enhetligt område. Romaniseringen av gallerna hade pågått längre i södra Frankrike och var mer framgångsrik i städerna än på landsbygden. Städer i syd som Clermont, Lyon, Marseille, Aix, Arles och Narbonne behöll en romersk karaktär i åtminstone tvåhundra år, och de biskopar som styrde i städerna ärvde ofta ämbetet direkt från romare och utförde samma arbetsuppgifter som utförts innan imperiet fallit. Romerska godsägare i Provence och Akvitanien fortsatte att kalla sig patricii (patricier) mycket långt efter att merovingerna grundat frankerriket, och där den saliska lagen gällde i norr höll sig sydöstra Frankrike med egna lagar, euriclagen, som återspeglade romerska, galliska och lokala traditioner snarare än germanska. 
Under lång tid utgjorde inte heller kyrkan någon starkt sammanhållande faktor, eftersom arianismen, som förkunnade att Gud och Kristus var två skilda saker, länge förhärskade i Burgund och i Akvitanien, och i alla större städer fanns dessutom viktiga judiska minoriteter samtidigt som islam började vinna viss spridning i Akvitanien efter 600-talet. På landsbygden hade ofta varken romanisering, kristendomen eller franker haft någon större inverkan på befolkningen, och hedniska traditioner kunde dominera lokalt under lång tid (förmodligen kommer det franska ordet för bonde "paysan" från latinets ord för bonde "paganus" som etymologisk hör samman med paganism).
I det merovingiska riket levde många olika etniska grupper: goter, basker och gascognare i Akvitanien i sydväst; burgunder, alemanner och alaner i Burgund och Provence; samt bretagnare i väster. Alla dessa delar av riket åtnjöt åtminstone någon form av autonomi, och de alla utvecklade utifrån vulgärlatinet sina egna dialekter. På 700-talet hade latinet reducerats till ett språk för kyrka, administration och en liten bildad elit, och det som senare skulle bli det franska språket började träda fram i två distinkta varianter: Langues d'Oïl och Langue d'Oc. Langue d'Oil talades i norr och skulle senare vinna terräng gentemot det sydliga Langue d'Oc som länge hade rollen som det finare, höviska språket.

## Feodalismen
De merovingiska kungarna utsåg magnater till grevar (comtes) och gav dem ansvar för försvar och administration samt den dömande makten. Grevarna var tvungna att tillhandahålla arméer som sammankallades på kungens befallning. Dessa arméer bestod av grevarnas underordnade, riddarna, som tilldelades land för sitt uppehälle. Över huvud taget var mycket lite pengar i omlopp, och grevarna betalade heller ingenting till kungen som, liksom de, försörjde sig själva på sina egna krondomäner. Detta system kom att utvecklas till feodalismen och ersatte den romerska administrationen och skattesystemet som brutit samman.
Emellertid härskade merovingerna mer än de regerade, något som de på många sätt hade gemensamt med de sista romerska kejsarna. Frankerriket var endast under kortare perioder ett enat kungarike, och Austrasien (Metz), Neustrien (Paris) och Burgund (Lyon) styrdes lika ofta oavhängigt av varandra, om inte än oftare på kollisionskurs mot varandra. Merovingerna, eller deras underlydande, tvekade sällan att döda varandra, och Gregorius av Tours beskrivning av adelsmannen Guntram Boso är förmodligen typiskt för adeln under denna tid:
| ”                    | ... en man utan principer, otålig i sin girighet, lysten utan gräns efter andras tillhörigheter, som ger sitt ord till alla men som aldrig håller ett löfte. | „ |
| – Gregorius av Tours | |   |

Brunhildas öde kanske än mer beskriver på vilken nivå den adliga moralen befann sig. Hon var välvilligt inställd till kyrkan och försökte motverka den kungliga förflackelsen. Hennes ansträngningar slutade med att hennes man Sigibert I och andra släktingar mördades av neustriska merovinger och hon själv blev tillfångatagen, torterad och till slut dödad genom att bli bunden bakom en vild häst. De merovingiska härskarna förlorade sig allt mer i intriger och frosserier. De föraktades och hatades med tiden av allt fler och allt oftare tvingades de sluta sina dagar med att gå i kloster. 
Genom att tilldela mer och mer av den dagliga administrationen till mäktiga ämbetsmän i hushållet, kallade maior domus, reducerade kungarna allt mer sin makt och på 600-talet var kungen inte längre en effektiv, politisk auktoritet utan hade reducerats i sin position till en symbolisk roll. De kallades snart les rois fainéants, "kungarna som inget gör" och dessa maior domus blev snart de verkliga politiska och militära ledarna vilket bland annat visade sig 732 då maior domus Karl Martell, inte kungen, var den som slog tillbaka en arabisk invasion från Spanien. 
Genom att göra ämbetstiteln ärftlig lyckades karolingiska maior ta kontrollen över hela frankerriket. Karl Martells son Pippin den lille lyckades vinna den frankiska adelns stöd för ett dynastiskifte och när påven begärde hans stöd mot langobarderna krävde Pippin den franska kronan i utbyte. 751 tvingades den siste merovingiske kungen, Childerik III, klippa håret och gå i kloster och Pippin blev den förste karolingiske kungen.